# Skalbjerg
Skalbjerg er en by på det vestlige Fyn med 584 indbyggere  (2024), beliggende i Vissenbjerg Sogn. Byen tilhører Region Syddanmark og ligger i Assens Kommune.
Skalbjerg (1295 Skalebyargh, 1383 Skalsbyærghe) er en gammel landsby, senere videreudviklet til stationsby i Vissenbjerg Sogn, Odense amt.

## Historie
Jernbanen blev anlagt 1865.
Omkring 1870 beskrives byen således: "Skalbjerg med Skole, Jernbane-Stoppeplads".
Omkring 1900 beskrives byen således: "Skalbjærg med Skole og Teglværk, Jærnbane- og Telegrafstation".
Ifølge folketællingerne havde Skalbjerg stationsby 31 husstande og 125 indbyggere i 1916 .
Skalbjerg by udgjorde ved sammenvoksningen mellem den gamle landsby og stationsbyen to bebyggelsesklumper, landsbyen langs landevejen parallelt med jernbanen og stationsbyen, der da mestendels bestod af 2 rækker af huse side om side ud ad landevejen på tværs af jernbanens længderetning og uden nogen egentlig bymidte . Skalbjerg havde i 1960 362 indbyggere og i 1965 367 indbyggere.

## Næringssammensætning
Skalbjerg havde omkring 1955 skole, kro, stadion, teglværk, savværk, jernbanestation, posthus og telegrafstation .